# Forte de Santo António do Paul do Mar
O Forte de Santo António do Paul do Mar localizava-se na freguesia do Paul do Mar, concelho da Calheta, na ilha da Madeira, Região Autónoma da Madeira.

## História
Erguido em 1754, uma provisão de 1761 expedida pelo Conselho de Guerra, determinou aumentar o soldo do seu Condestável, de 12$ anuais em mais uma pipa de vinho.